# Vikings: War of Clans
Vikings: War of Clans (с англ. — «Викинги: Война Кланов») — компьютерная игра для браузеров и мобильных устройств в жанре MMO стратегии от компании Plarium. Игра была запущена на Google Play и App Store 10 августа 2015 года, 10 декабря 2015 года на Amazon Appstore. 19 октября 2016 года вышла десктопная версия игры на платформе Facebook, а 15 января 2017 браузерная версия игры появилась на официальном портале компании. Vikings: War of Clans распространяется бесплатно, используя для монетизации модель Free-to-play. Начиная с осени 2015 года игра регулярно попадает в ТОП-скачиваемых приложений на App Store и Google Play.

## Игровой процесс
Vikings: War of Clans — это игра для браузеров и мобильных устройств, в которой игрокам необходимо создавать и развивать свои кланы, тренировать войска, прокачивать своего героя и улучшать свой город. Для всех улучшений в игре требуются определённые материалы — дерево, железо, еда, камень, серебро или внутриигровая валюта «золото». Добывать материалы можно улучшая ресурсные постройки в своём городе, совершая походы на ресурсные локации на карте мира и атакуя города других игроков.
Кланы
Социальная составляющая в игре представлена в виде кланов. Игроки могут объединяться в группы до 100 (улучшив знание в Цитадели, можно принимать в клан свыше 100 ярлов), объединённых единым названием клана, гербом, девизом и управляющей структурой клана (Вождь, Старейшины, Генералы и т. д.). Игроки объединяются в кланы для достижения совместных целей — участия в Клановых соревнованиях и всяческой помощи в развитии участникам клана.
Внутри каждого клана существует следующая иерархия управления (ранги участников клана):
| Ранг | Название   |
| ---- | ---------- |
| I    | Рядовые    |
| II   | Воины      |
| III  | Генералы   |
| IV   | Старейшины |
| V    | Вождь      |

С точки зрения военного преимущества в игре, клан позволяет игрокам формировать Штурмы (совместные атаки участников Клана на города враждебных ярлов), передавать друг другу  ресурсы, необходимые для улучшения зданий и обучения войск, приобретать союзников в лице других кланов и т.д.
Королевства
Все игроки внутри игры территориально разделены на отдельные игровые локации — королевства. В среднем, в каждом королевстве находится 45 000 игроков. К концу 2016 года насчитывалось более 220 королевств, а к концу 2021 года — уже более 900.
В рамках одного королевства игроки могут перемещаться по карте мира неограниченное количество раз, в то время как перемещать свой город в другое королевство можно не чаще одного раза в 3 дня с помощью специального внутриигрового предмета «Драккар». В центре каждого королевства находится специальная локация «Место Силы» — при захвате которой игрокам даются специальные бонусы.
Соревнования
Ключевым элементом игры являются соревнования - ограниченные по времени события, во время которых проходят различные состязания между игроками. За достижение контрольных точек и вхождение в рейтинг участники получают различные награды.
Существует 5 типов соревнований: личные, клановые, глобальные, эпические и легендарные.
В личных соревнованиях игроки принимают участие в одиночку, самостоятельно. В число наград входят рунические монеты - особая валюта, необходимая для покупки уникальных предметов в сезонном магазине (ассортимент меняется каждый месяц).
В клановых соревнованиях игроки принимают участие в составе своих кланов. В число наград входят очки славы - уникальная валюта, необходимая для изучения знаний в зале славы. Бонусы этих знаний действуют на всех участников клана.
К глобальным соревнованиям относятся Битва Кланов, Битва Королевств и Битва Королевств: Ярость, к эпическим - Хольмганг, а к легендарным - Битва за Трон и Битва за Асгард.
Битва Кланов
Битва Кланов — это глобальное соревнование между кланами с разных королевств. За победу в нём клан получает набор бонусов на 7-дней: +20% к скорости изучения знаний, строительства и переработки ресурсов в цитадели, а также +10% к скорости изучения знаний, строительства и обучения войск в городах участников клана.
Битва Королевств
Битва Королевств — это глобальное соревнование, в котором все королевства разбиваются на случайные пары, в рамках которых игроки из одного королевства могут переместиться королевство соперника. За победу в Битве Королевств предусмотрены экономические бонусы на 5 дней, а также специальная награда — ресурсная локация «Золото Богов», выработка золота в которой ускорена в 30 раз по сравнению с обычной ресурсной локацией «Золотые Прииски».
Битва Королевств: Ярость
Битва Королевств: Ярость - это глобальное соревнование между четырьмя королевствами. Механика схожа с Битвой Королевств, однако количество набранных королевствами очков неизвестно до окончания соревнования, а помимо с основным состязанием проводится несколько коротких дополнительных. Кроме того, каждые 3 часа запускаются специальные события (удвоение очков за определённые категории заданий, появление особых локаций — башен ярости). Королевства, занявшие 1 и 2 места по итогам соревнования, получают бонусы на 5 дней, а также особые локации — Дары Богов 9 и 8 уровня соответственно. Скорость добычи и запас ресурсов в них значительно выше, чем в обычных ресурсных локациях.
Хольмганг
Хольмганг - это эпическое соревнование между двумя кланами, которое проходит в особой локации - на Островах Испытаний. Цель — уничтожить как можно больше фортов соперника, защитив при этом от аналогичной участи как можно больше своих. Победитель получает военные бонусы на две недели.
Битва за Трон
Битва за Трон - это легендарное соревнование между всеми игроками, которое проходит в Йотунхейме. Необходимо как можно дольше удерживать контроль над центральной крепостью - Троном Йотунхейма. Ярл, преуспевший в этом деле больше всех остальных, получает звание Правителя Йотунхейма на месяц и целый набор наград. Параллельно с основным соревнованием проходит несколько дополнительных личных и клановых, каждое — со своими правилами и наградами.
Битва за Асгард
Битва за Асгард - это легендарное соревнование между всеми игроками, которое проходит в Асгарде. Там расположены особые локации — 54 башни асгарда. Захватывая и удерживая контроль над ними, кланы получают медали асов. С помощью этой валюты Вожди кланов могут покупать предметы в магазине асгарда, а затем оставлять себе или дарить соклановцам.
Место Силы
Место Силы — специальная локация находящаяся в центре каждого королевства. Захватить Место Силы могут только те игроки, которые состоят в клане. При захвате данной локации любым из кланов, его вождь становится конунгом всего королевства, в котором находится Место Силы.
Конунг получает право назначить любому игроку в королевстве один из 34 титулов, оказывающих как положительные, так и негативные действия на внутриигровые процессы этого пользователя.

## Сеттинг игры и карта города
При создании игры, команда разработки использовала информацию из статей и книг об истории Скандинавии, TV-шоу и фильмов описывающих боевые подвиги и быт викингов, а также любые другие источники, содержащие информацию о древней Скандинавии.
Процесс создания карты города занял четыре месяца. Основным источником из которого дизайнеры черпали своё вдохновение стал сайт Panoramio, на котором размещено множество пейзажей Скандинавии.
Карта выполняет функцию разделения административных и ресурсных точек за счёт различных текстур, декораций и пространства между постройками. Ключевым графическим приёмом в создании карты города стал эффект параллакса, позволяющий передать ощущение пространства и иллюзию пространственной глубины.
При создании интерфейса игры, разработчики сделали акцент на читаемости и удобстве всех элементов интерфейса для пользователей. Так, к примеру, в ходе разработки было значительно доработано окно Героя — количество активных кнопок на экране увеличилось более чем в два раза, а также были добавлены новые элементы отображения внутриигровой статистики.

## Создание анимации и эффектов
По заявлениям разработчиков, анимация в игре выполняет две ключевые функции: передаёт игрокам дополнительную смысловую нагрузку, а также придаёт чувство динамичности игровым процессам.
Так, к примеру, мужчина рубящий колоду дров возле здания даёт понять, что в данном здании добывается ресурс — Дерево. Аналогичный смысловой посыл несут в себе все персонажи находящиеся рядом со зданиями — наблюдая за их анимацией игрок может догадаться о предназначении данной постройки.
Оригинальное решение было выбрано для создания анимации морского залива на карте Города — вместо технологии объёмного 3D-меша с анимацией вертексов через сложные шейдеры разработчики решили использовать анимацию на плоском, простом меше с движением текстур по UV-координатам. В дальнейшем выбор был изменён в пользу Normal mapping что позволило получить объёмные блики на воде.
Вся работа по созданию анимации воды заняла два месяца, в ней участвовали технический художник, специалист по шейдерам и несколько 2D художников.

## Локализация игры
В начале проект Vikings: War of Clans был создан на русском языке, после чего его перевели на английский. Английская версия игры, в свою очередь, послужила основой для локализации на новые языки. В настоящее время игра доступна на восьми европейских и двух азиатских языках: русском, английском, немецком, французском, испанском, португальском, итальянском, турецком, корейском и японском.

## Восприятие
| Сводный рейтинг    | Сводный рейтинг |
| Агрегатор          | Оценка          |
| ------------------ | --------------- |
| Metacritic         | iOS: 7/10       |
| Иноязычные издания |                 |
| Издание            | Оценка          |
| GameRanks          | [ 26 ]          |
| MMO & MMORPG Games | [ 27 ]          |
| Browsergames.de    | [ 28 ]          |
| MMO Reviews        | [ 29 ]          |
| Gaming Cypher      | [ 30 ]          |

### Упоминания в СМИ
23 мая в эфире программы Talk для Figaro Фредерик Лефевр — депутат от Республиканской партии и кандидат от правых — выражал своё возмущение. Будучи представителем интересов французского народа в Северной Америке, он заметил, что «сейчас остро стоит проблема представительства интересов граждан. Профсоюзы и политические партии должны представлять интересы народа, а не чинить препятствия».
В этой связи Фредерик Лефевр сделал довольно неожиданное сравнение. Он провёл аналогию с двумя видеоиграми:
«Смотрите, эта система замкнута сама в себе. Ситуация во Франции несколько напоминает мне такие популярные у молодёжи игры как World of Warcraft или Vikings : War of Clans, где нужно часами строить своё королевство, чтобы в итоге затеять войну. Но всё это время вы замечаете только то, что происходит вокруг вас, и не видите, что будет дальше».

### Упоминание в журнале Forbes
25 ноября 2016 года журнал Forbes опубликовал статью созданную совместно с профессором журналистики Паулем Гледером — профессором журналистики Королевского Колледжа. В данной статье профессор поделился с читателями своим опытом управления кланом в игре Vikings: War of Clans. Он отметил, что онлайн-стратегии такого рода служат не только развлечением для пользователей, а являются полноценными бизнес-уроками для игроков. Игра учит пользователей лидерству, общению и планированию стратегии развития.
Главные идеи статьи:
1. Успешное управление кланом базируется на эффективной коммуникации участников клана между собой, а также коммуникации с другими кланами (союзниками и врагами). Это правило также применимо к реальным компаниям.
2. Кланы устанавливают свои собственные название, тег и герб, что позволяет сформировать их уникальную культуру. Кланы с хорошей репутацией привлекают новых перспективных игроков. То же самое относится к банкам, корпорациям и стартапам — сильный бренд способен стать причиной успеха на рынке.
3. Процесс слияния некоторых кланов во вселенной Vikings: War of Clans может рассматриваться в качестве примера слияния реальных компаний. Это способно дать ответ на вопрос почему одни слияния и поглощения происходят успешно, а другие терпят неудачу.
4. Большой объём статистических данных в игре учит тому, как принимать правильные стратегические и тактические решения, что является важным навыком в реальной жизни.
Пауль Гледер также заметил, что иногда уроки дипломатии, конфликтологии и организации командной работы, которые мы можем приобрести в игре могут стать эффективными примерами для написания научных работ по программам MBA.